# Номура, Тоёкадзу
Тоёкадзу Номура (яп. 野村 豊和 Номура Тоёкадзу, 14 июля 1949 года, посёлок Корё, Префектура Нара, Япония) — японский дзюдоист, чемпион Олимпийских игр, чемпион мира, чемпион Азии, чемпион Японии по дзюдо.

## Биография
Родился в посёлке Корё в 1949 году в семье с традициями дзюдо. Его отец был создателем местного додзё, брат также был тренером и тренировал, в частности олимпийского чемпиона Синдзи Хосокаву. Племянником Тоёкадзу Номуры является Тадахиро Номура, трёхкратный олимпийский чемпион по дзюдо. В ходе тренировок Тоёкадзу Номура отточил бросок через спину с захватом руки на плечо (иппон сэои-нагэ) и бросок через голову с упором стопы в живот (томоэ-нагэ)
Обучался в университете Тэнри, затем работал в компании Hakuhodo. Несмотря на то, что на чемпионатах мира Тоёкадзу Номура оставался лишь вторым, по итогам чемпионата Японии был отобран для участия в Летних Олимпийских играх 1972 года. В его категории боролись 28 дзюдоистов.
Борец, победивший во всех схватках группы выходил в полуфинал, где встречался с борцом из другой группы, вышедшим в полуфинал по результатам «утешительных» схваток. В «утешительных» схватках встречались те борцы, которые проиграли победителю группы: так, проигравший борец «Б» в первой схватке борцу «А», во второй схватке (при условии, что борец «А» свою вторую схватку выиграл) боролся с проигравшим борцу «А», и если выигрывал, то продолжал участвовать в турнире до тех пор, пока борец «А» не проигрывал, и если борец «А» выходил в полуфинал, то борец «Б» также выходил в полуфинал. Таким образом, исключалась возможность того, что в первых схватках выбывали сильные борцы.
Тоёкадзу Номура все схватки провёл показательно, во всех пяти встречах закончив борьбу досрочно чистыми бросками (иппон). В первой схватке японский борец затратил 57 секунд на победу над Ван Жунси (Тайбэй), во второй победил Антала Хетельного (Венгрия, 3:12), в третьей Антония Зайковского (Польша, 3:47), в полуфинале за 3 минуты 39 секунд разобрался с советским борцом Анатолием Новиковым. В финале японский дзюдоист вновь встречался с Антонием Зайковским, победившим в утешительных схватках и полуфинале. На 27-й секунде встречи, Тоёкадзу Номура закончил её эффектным броском в левую сторону через спину с колен (моротэ сэои-нагэ).
В 1973 году в Лозанне на чемпионате мира стал чемпионом мира.
По окончании карьеры в большом спорте работал школьным учителем в префектуре Вакаяма.